# Dóra Béla
Dóra Béla (Budapest, 1991. október 9. –) magyar színész.

## Életpályája
Gyerekként Földessy Margit stúdiójának tanulója volt. Később szerepelt A Pál utcai fiúk című 2003-as filmben, majd bekerült a Bárka Színházba is. 2005-ben szerepet kapott a "Sorstalanság" című Koltai Lajos által rendezett filmben is. 2016-ban végzett a Színház- és Filmművészeti Egyetemen Bagossy László, Pelsőczy Réka és Rába Roland osztályában. 2016–2022 között az Örkény Színház tagja, ahol egyetemi gyakorlatát is töltötte. 2022-2025 között szabadúszó volt. 2025-től a Thália Színház színésze.

### Magánélete
Párja Kakuk Sára, akinek édesanyja Hadas Krisztina riporter. Kislányuk, Róza 2021 szeptemberében született.

## Filmjei
- Sorstalanság – Dohányos (rendező: Koltai Lajos, 2005)
- A Pál utcai fiúk – Csele (2005)
- Végállomás – Bence (rendező: Ráday Péter, 2009)
- Kajüt (rendező: Eckhard Balázs)
- Ketten Párizs ellen (2015)
- Brazilok (rendező: Rohonyi Gábor–M. Kiss Csaba, 2017) – Török
- A színésznő (2018) – Rendőr
- Korhatáros szerelem (2017–2018) – Alex
- 200 első randi (2019) – Csortos Áron
- Keresztanyu (2021–2022) – Török Zénó
- A hattyú (2022) – Wunderlich ezredes
- Drága örökösök – A visszatérés (2022–2024) – Török Zénó
- Mesterjátszma (2023) – Trigorin
- A renitens (2025) – Krisztián

## Színházi szerepei
- Golding: A legyek ura - Sam (Bárka Színház, 2004)
- Ottlik Géza: Iskola a határon (Bárka Színház, 2006)
- Molnár Ferenc: Liliom - Angyal (Bárka Színház, 2006)
- Hauptmann: A bunda - Julius Wolf (Ódry Színpad, 2014)
- Molière: Don Juan - Don Alonso (Ódry Színpad, 2014)
- Térey János: NIBELUNG beszéd - Siegfried (Ódry Színpad, 2014)
- Borbély Szilárd: Nincstelenek (Ódry Színpad, 2014)
- Adieu Paure Carneval (Ódry Színpad, 2015)
- Shakespeare: Athéni Timon - Timon (Ódry Színpad, 2015)
- Szigligeti Ede: Liliomfi - Uracs (Budaőrsi Latinovics Színház, 2015)
- Barta Lajos: Szerelem - Ifj. Bíky (Katona J. Színház, Kecskemét, 2015)
- Fazekas István: A megvádolt - Zoltán (Katona József Színház, Kecskemét, 2016)
- Utolsó estém a földön - Hódos Levente (Ódry Színpad, 2016)
- Shakespeare: III. Richárd - Buckingham (Gyulai Várszínház, 2016)
- e föld befogad avagy SZÁMODRA HELY
- Jarry: Übü király, vagy a lengyelek
- Hamlet - Fortinbras
- Tartuffe - Damis
- Az ügynök halála - Howard Wagner
- Három nővér - Rode